# Радомир (струмок)
Радомир (Ладомир) — струмок в Україні, у Рахівському районі Закарпатської області, лівий доплив Квасного (басейн Дунаю).

## Опис
Довжина струмка приблизно 5 км. Формується з багатьох безіменних струмків.

## Розташування
Бере початок у Карпатському заповіднику «Мармароський масив» на північних схилах гори Берлебашки. Тече переважно на північний схід і впадає у річку Квасний, ліву притоку Білої Тиси.